# Constitutional Convention
De Constitutional Convention (of Philadelphia Convention) was de bijeenkomst waarbij de grondwet van de Verenigde Staten werd aangenomen. Deze bijeenkomst werd gehouden in Philadelphia door vertegenwoordigers van 12 van de 13 staten van de Verenigde Staten en duurde van 25 mei tot 17 september 1787.

## Aanloop naar de Conventie
Tijdens en vlak na de Amerikaanse Onafhankelijkheidsoorlog werden de Verenigde Staten bestuurd onder de Artikelen van de Confederatie (Articles of Confederation). Dit document kan beschouwd worden als de eerste grondwet van de VS. Al vrij snel na aanname van de Artikelen werd duidelijk dat de centrale regering niet voldoende machten had om een efficiënt bestuur te vormen. Zo had de regering geen macht om belastingen te heffen en opereerden de individuele staten meer als onafhankelijke landen dan als een unie.
In 1786 werd op aanraden van James Madison een conferentie bijeengeroepen in Annapolis om problemen rond de handel tussen de staten te bespreken. De conferentie was allesbehalve succesvol en slechts 5 van de 13 staten stuurden een delegatie. Een van de weinige concrete besluiten die werden genomen was om in de zomer van 1787 een bredere conferentie bijeen te roepen in Philadelphia. Deze conventie had oorspronkelijk als doel het herzien van de Artikelen van de Confederatie, maar leidde uiteindelijk tot een geheel nieuwe vorm van bestuur over het land, waarbij de verschillende Staten veel nauwer aan elkaar verbonden werden.

## Verloop van de Conventie

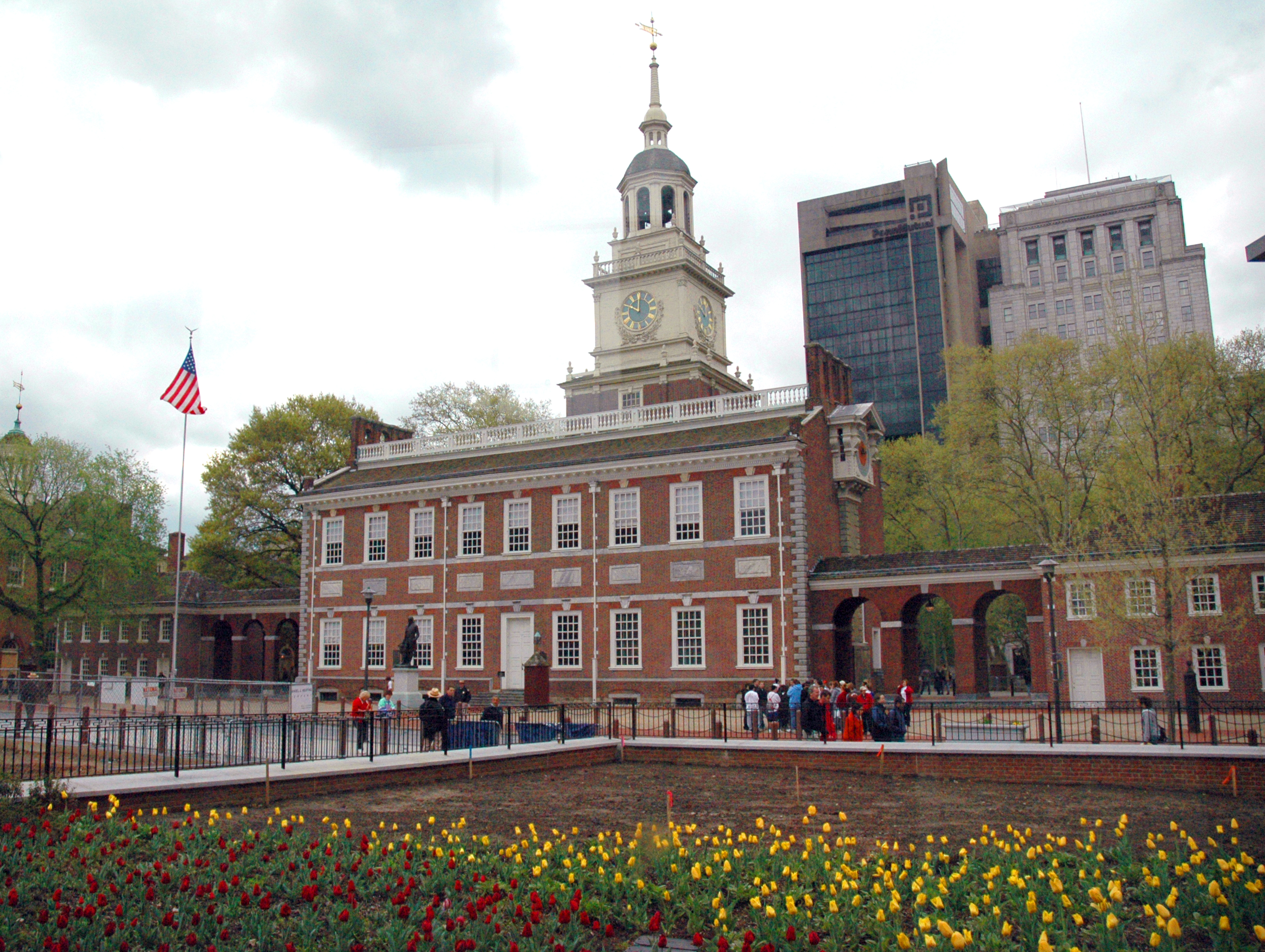
Independence Hall in Philadelphia

De conventie kwam bijeen in het State House, het latere Independence Hall in Philadelphia, dezelfde locatie waar 11 jaar eerder de Amerikaanse Onafhankelijkheidsverklaring werd ondertekend. Van de 74 verkozen afgevaardigden waren er uiteindelijk 55 die daadwerkelijk aan de conventie deelnamen. Enkele invloedrijke personen, onder wie Patrick Henry, Thomas Jefferson en John Adams waren afwezig omdat zij ofwel tegen aanpassing van de centrale regering waren (Henry) ofwel zij in het buitenland waren als diplomaten (Jefferson en Adams). Anderen als Benjamin Franklin, Alexander Hamilton, James Madison en George Washington bevonden zich onder de afgevaardigden. Washington werd als voorzitter van de conventie gekozen en nam slechts zelden actief deel aan de beraadslagingen. Zijn aanwezigheid zou echter van doorslaggevende betekenis blijken.

### Virginia plan

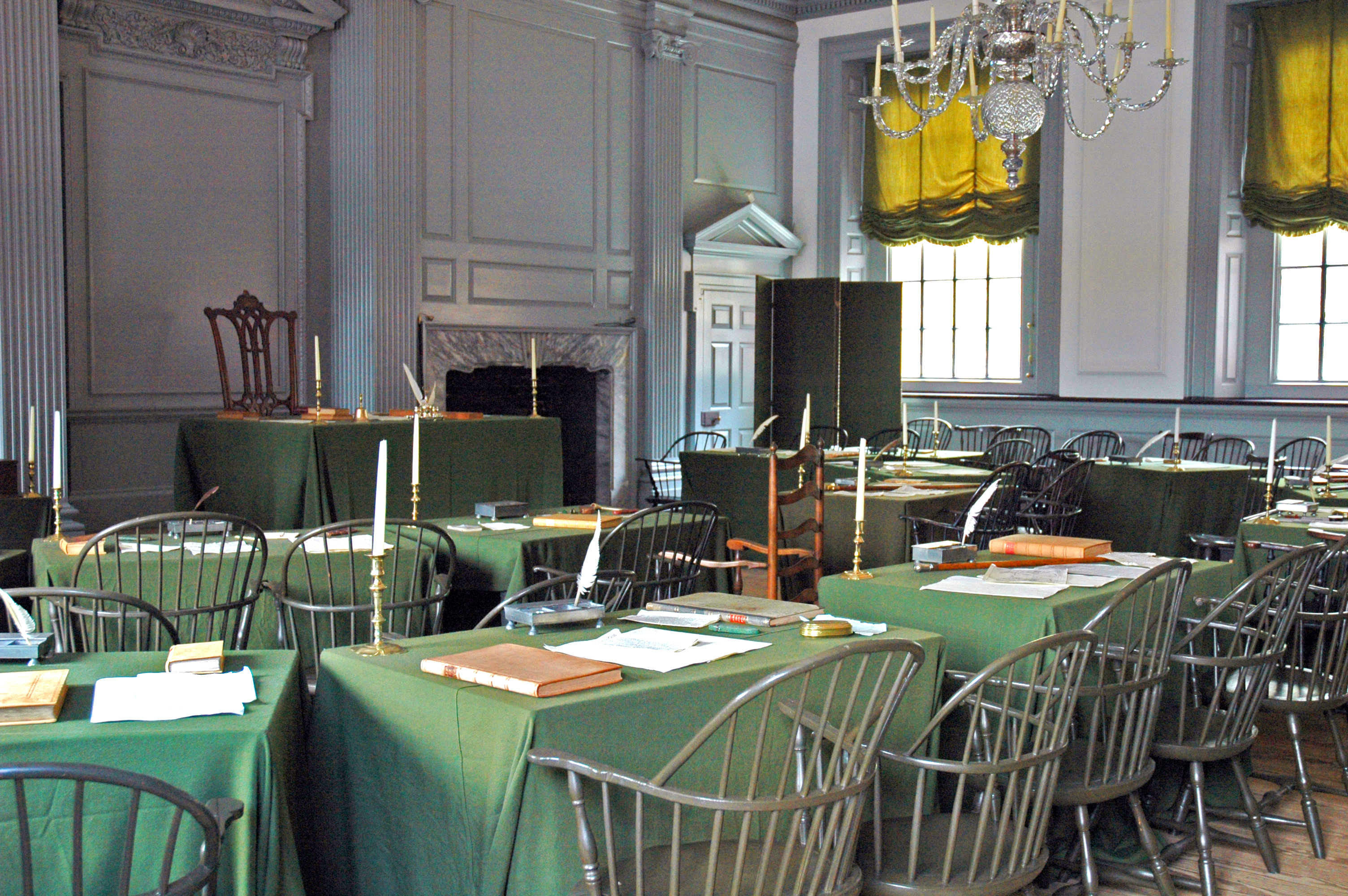
Zaal waar de conventie plaatsvond

James Madison, dé drijfveer achter de poging om een krachtig centraal bestuur in te stellen, pleitte voor een republikeinse vorm van bestuur waarin niet één persoon of instantie alle macht naar zich toe kon trekken en waar een systeem van checks and balances een evenwichtige regering moest bevorderen. Enkele van zijn ideeën, die bekend zouden worden als het Virginia Plan, waren:
- Een wetgevende vergadering bestaande uit 2 kamers
- Een lagerhuis gekozen door het volk
- Een hogerhuis gekozen door het lagerhuis
- Een uitvoerende macht gekozen door de wetgevende vergadering
- Nationaal justitieel apparaat
- Uitvoerende en justitiële macht met vetorecht over de wetgevende macht
- Nationaal vetorecht over wetgeving in de individuele staten

De eerste weken van de conventie waren vooral gewijd aan aanpassingen aan dit model. Zo hadden de kleinere staten problemen met de proportionele vertegenwoordiging van de wetgevende vergadering en vreesden zij annexaties door de grotere staten in de unie. De bevolkingsrijke grotere staten daarentegen pleitten voor afschaffing van het toen geldende principe van één staat, één stem. Roger Sherman stelde uiteindelijk voor om het Lagerhuis, nu het Huis van Afgevaardigden via proportionele vertegenwoordiging verkozen te laten worden terwijl in het Hogerhuis, de latere Senaat elke staat evenveel stemmen zou hebben.

### Britse plan
De New Yorkse afgevaardigde Alexander Hamilton stelde een geheel ander plan voor, namelijk een bestuur dat was gebaseerd op het Britse model. Zo wilde hij een gouverneur aan het hoofd van de uitvoerende macht die voor het leven werd gekozen en absoluut vetorecht had over wetten die het Congres zou aannemen. Ook hield zijn plan in dat de individuele staten zelf weinig tot geen macht meer zouden hebben over interne aangelegenheden.
Er was geen enkele steun voor het plan van Hamilton, het zou te veel lijken op een monarchie en de oude orde herstellen waar de kolonisten tot voor kort tegen hadden gevochten in de revolutie. Hij verliet de conventie maar keerde later toch weer terug en zou later een van de grootste voorstanders voor de nieuwe grondwet worden.

## Compromissen

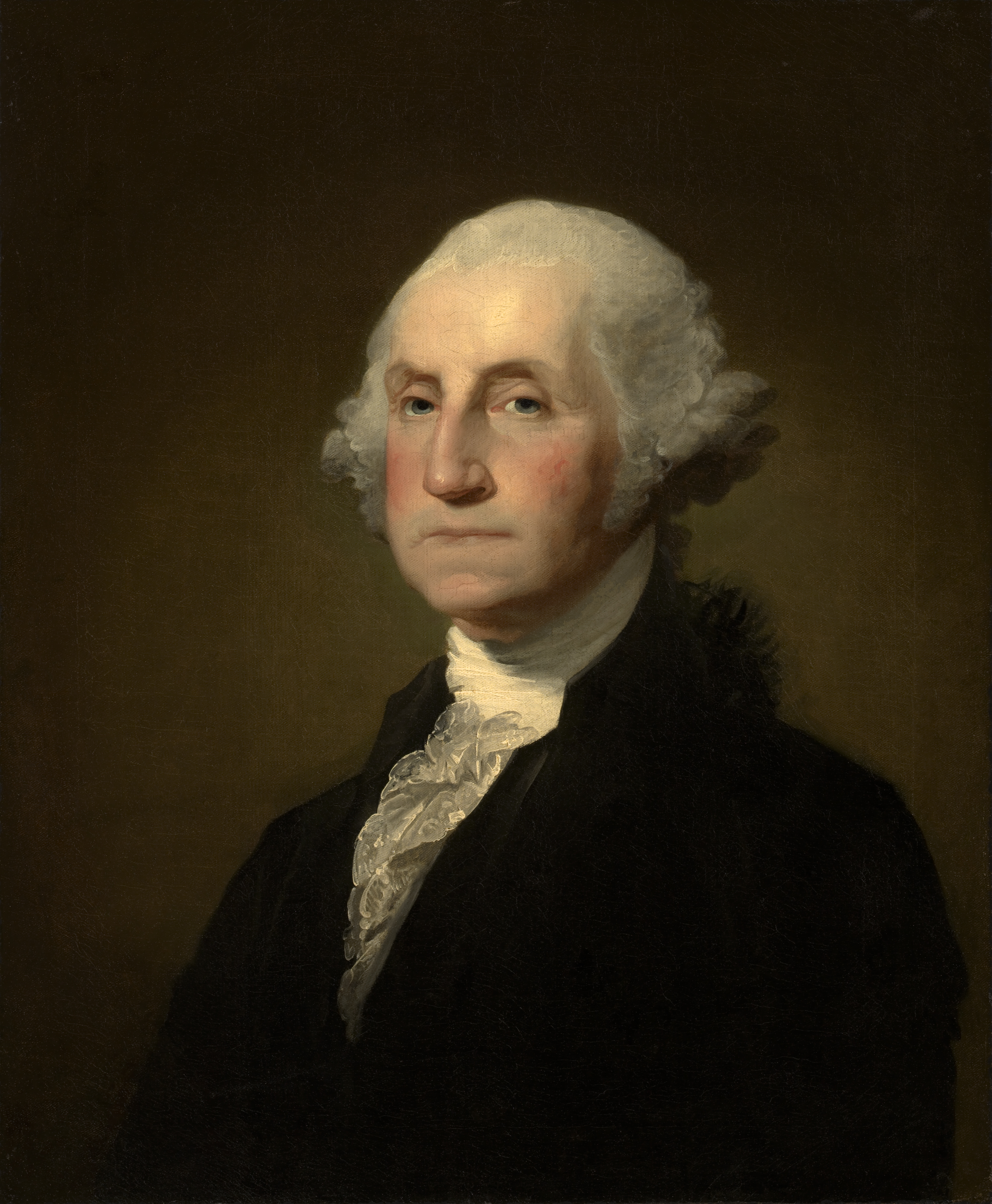
Voorzitter van de Conventie, George Washington

Een ander twistpunt dat tijdens de conventie moest worden opgelost was dat van de relatie tussen de centrale overheid en de individuele staten. Er was weerstand tegen een centrale regering die te veel rechten over zou nemen die aan de staten zelf werden voorbehouden. Uiteindelijk werden er compromissen gesloten en hoewel de staten veel van hun rechten behielden werd besloten dat de te vormen grondwet primair zou gelden boven wetgeving in de staten indien die tegenstrijdig waren.
Voorts was er een conflict tussen de noordelijke en de zuidelijke staten over de slavernij in de VS. Hoewel een belangrijk deel van de noorderlingen de slavernij afkeurde en in strijd achtte met de idealen waarvoor in de revolutie werd gevochten wilde men de conventie niet laten mislukken door een te harde opstelling jegens het zuiden. Men stemde in met het Drievijfdecompromis, waardoor de slavenbevolking van het zuiden voor drie vijfde meetelde in het bevolkingscijfer op basis waarvan de zetelverdeling in het Huis van Afgevaardigden werd berekend. Voorts werd besloten de handel in slaven per 1 januari 1808 te verbieden.

## Opstelling en aanname
In juli werd een comité gevormd om de voorstellen en resoluties van de Conventie om te zetten in een geschreven grondwet. Er volgden nog enkele weken van debatten en wijzigingen werden doorgevoerd totdat op 17 september de uiteindelijke versie voor ondertekening werd voorgelegd aan de afgevaardigden. De aanwezigheid van George Washington en zijn steun voor het uiteindelijke resultaat trok veel twijfelaars over de streep. Hoewel enkele leden zich nog steeds niet konden verenigen met het uiteindelijke resultaat was de meerderheid redelijk tevreden met de tekst en 39 afgevaardigden ondertekenden het, te weten:
| - Connecticut - William Samuel Johnson - Roger Sherman - Delaware - George Read - Gunning Bedford, Jr. - John Dickinson - Richard Bassett - Jacob Broom - Georgia - William Few - Abraham Baldwin - Maryland - James McHenry - Daniel of St. Thomas Jenifer - Daniel Carroll - Massachusetts - Nathaniel Gorham - Rufus King - New Hampshire - John Langdon - Nicholas Gilman - New Jersey - William Livingston - David Brearly (Brearley) - William Paterson - Jonathan Dayton | - New York - Alexander Hamilton - North Carolina - William Blount - Richard Dobbs Spaight - Hugh Williamson - Pennsylvania - Benjamin Franklin - Thomas Mifflin - Robert Morris - George Clymer - Thomas Fitzsimons - Jared Ingersoll - James Wilson - Lewis Morris - South Carolina - John Rutledge - Charles Cotesworth Pinckney - Charles Pinckney - Pierce Butler - Rhode Island - stuurde geen afvaardiging naar de Constitutional Convention. - Virginia - John Blair - James Madison Jr. - George Washington |